# Marguerite Harrison
Marguerite Harrison (Baltimora, ottobre 1879 – Baltimora, 16 luglio 1967) è stata una giornalista, scrittrice e agente segreto statunitense.
Con Gertrude Emerson Sen, Blair Niles e Gertrude Shelby fondò la Society of Women Geographers.

## Biografia
Marguerite Elton fu la primogenita di Elizabeth Livezey e Bernard Nadal Baker (1854-1918), un famoso armatore americano che fondò nel 1881 la "Atlantic Transport Line", e nel 1892 fu il primo a creare una linea diretta New York-Londra, per passeggeri di prima classe. Aveva una sorella Elizabeth Catherine (1881-1975), che sposò Albert Ritchie, il 49º governatore del Maryland e un'altra sorella figlia della seconda moglie di suo padre. Marguerite frequentò il Radcliffe College di Harvard, all'epoca esclusivamente femminile, per un breve lasso di tempo. La madre la ritirò a causa di una sua relazione con un ragazzo di una classe sociale inferiore alla sua, inviandola in Italia.
Nel giugno del 1901 sposò Thomas Bullitt Harrison, da cui ebbe un figlio il 15 marzo 1902, Thomas Bullitt Harrison III. Il marito morì il 30 giugno 1915 lasciandola priva di risorse economiche e con debiti. Nel frattempo anche il padre aveva perso la sua grande agiatezza economica e Margurite decise d'iniziare a lavorare. Grazie all'intercessione del cognato, Albert Ritchie, fu assunta al "Baltimore Sun" come giornalista. Iniziò come critica musicale e teatrale, ma grazie al suo impegno le venne affidato l'incarico di scrivere un articolo sullo ruolo femminile nello sforzo bellico. Per fare questo si fece assumere sotto copertura alla Bethlehem Steel.
Nel 1918 iniziò a collaborare con la Military Intelligence Division, che le permise di essere la prima donna reporter a entrare a Berlino dopo la fine della guerra. Nel 1919 decise di recarsi in Russia dove, con la sua copertura da reporter, riuscì a partecipare a un discorso di Lenin e a intervistare Lev Trockij. Arrestata dalla polizia sovietica le fu proposta la libertà in cambio d'informazioni riguardo agli stranieri che alloggiavano nella sua stessa pensione. Marguerite accettò fabbricando delle false relazioni. Fu poi nuovamente arrestata 20 ottobre 1920 e imprigionata per 10 mesi a Lubjanka, sede dei servizi segreti sovietici. Era il prigioniero 2961. Amalatasi a causa delle durissime condizioni di detenzione, fu poi trasferita in un'altra prigione e infine liberata grazie all'intercessione della American Relief Administration, che ottenne la sua liberazione in cambio della fornitura di derrate alimentari.
Marguerite rientrò nell'agosto del 1921 e nel giugno del 1922 ripartì per l'estremo oriente, viaggiando in Giappone, Corea, Manciuria e Cina. Si recò anche nella Repubblica dell'Estremo Oriente proprio mentre questa veniva incorporata nella Repubblica Socialista Federativa Sovietica Russa. Fu nuovamente catturata il 21 novembre 1922 e imprigionata nel palazzo Lubjanka dove le venne proposto di trasferirsi con il figlio a Mosca e di lavorare come loro informatrice. Fu di nuovo liberata dopo dieci settimane grazie all'intercessione della American Relief Administration, rientrando a casa nel marzo del 1923.
Nella primavera del 1925 partì con Merian C. Cooper e Ernest Beaumont Schoedsack per realizzare un nuovo tipo di film documentario che seguisse gli spostamenti dei Bakhtiari. Il titolo fu Grass: A Nation's Battle for Life. Il 1925 fu anche l'anno di fondazione della Society of Women Geographers che creò insieme a Gertrude Emerson Sen, Blair Niles e Gertrude Shelby.
Il 26 febbraio 1926 sposa Arthur Middleton Blake, un attore inglese. Stanca di viaggiare tenne numerose conferenze oltre a scrivere articoli e libri, fra cui quella che è considerata la sua opera più interessante, "Asia Reborn" incentrata sull'analisi politica ed economica dei nuovi movimenti in estremo oriente. Nel 1935 pubblica la sua autobiografia "There's Always Tomorrow: the Story of a Checkered Life". Dopo la morte del secondo marito nel 1949, all'età di 70 anni tornò a Baltimora per riavvicinarsi al figlio. Nonostante l'età fece ancora numerosi viaggi Sud America, Africa e Australia. Morì a causa di un ictus il 16 luglio 1967. Le sue ceneri furono sparse nell'Oceano Atlantico, come aveva chiesto.

## Opere
- "Marooned in Moscow: the Story of an American Woman Imprisoned in Russia" (1921)
- "Unfinished Tales from a Russian Prison" (1923)
- "Red Bear or Yellow Dragon" (1924)
- "Asia Reborn" (1928)
- "There's Always Tomorrow: the Story of a Checkered Life" (1935)